# Carmen Pereira
Carmen Maria de Araújo Pereira (Bissau, 22 de setembro de 1936 — 4 de junho de 2016) foi uma política da Guiné-Bissau. Foi durante três dias, em 1984, a presidente em exercício, tendo sido a primeira mulher na presidência de um país na África e a única na história da Guiné-Bissau. Morreu no dia 4 de Junho 2016 em Bissau.

## Infância e juventude
Carmen era filha de um dos poucos advogados africanos na então Guiné Portuguesa. Casou-se jovem e tanto ela como o seu marido se envolveram na guerra da independência contra Portugal, a qual seguia a onda de 1958-61 de descolonização que tinha liberto os vizinhos do território do domínio europeu.

## Luta pela independência da Guiné-Bissau
O envolvimento político de Carmen Pereira começou em 1962, quando ela entrou para o Partido Africano para a Independência da Guiné e Cabo Verde (PAIGC), um movimento revolucionário que buscava a independência de Portugal para as duas colônias da África Ocidental. Pereira e seu marido eram ambos ativos no partido.  Em 1966, o Comitê Central do PAIGC começou a mobilizar as mulheres em pé de igualdade como os homens, e Pereira tornou-se uma líder no movimento político, e tornando-se uma das pessoas chaves na luta independentista. Embora poucas mulheres lutaram na linha de frente, o PAIGC procurou uma melhor igualdade de gênero em uma sociedade com papéis sexuais fortemente definidos. Outros líderes dessas mulheres que emergiram desse esforço no PAIGC inclui-se Teodora Gomes e Titina Silla, que foi assassinada pela forças coloniais. Nessa ambiência, Carmen Pereira tornou-se uma líder de alto escalão político e delegada na Organização Pan-africana de  Mulheres na Argélia. Chegou a ser obrigada  a deixar o país, vivendo  por um tempo em Senegal daí indo para  a União Soviética estudar medicina.

## Cargos políticos

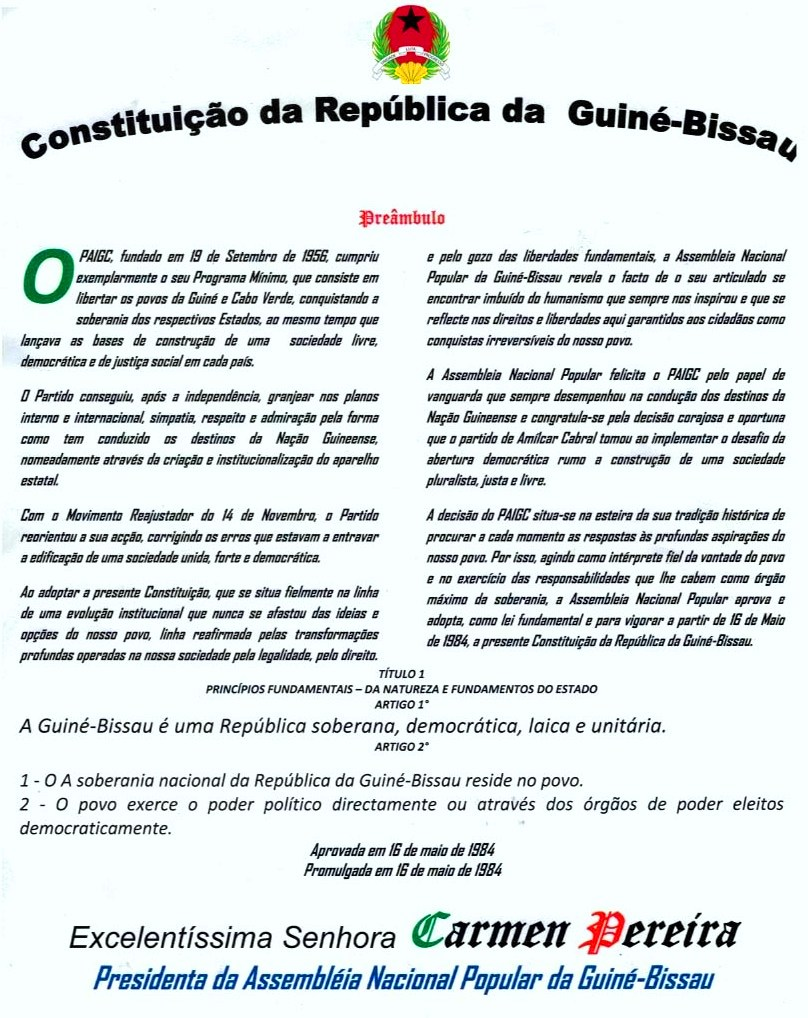
Como presidente(a) da Assembleia Nacional, promulgou, em 16 de maio de 1984, a Constituição da República da Guiné-Bissau.

Mais tarde, em seu retorno à Guiné-Bissau, ela era ativa, tanto em saúde como em assuntos políticos e foi eleita para a  Assembleia Popular Nacional e sendo eleita  vice-presidente da Assembleia  entre 1973 a 1984. De 1975 a 1980 foi presidente do Parlamento de Cabo Verde  e Guiné-Bissau.  De 1981 a 1983 Pereira foi ministra  da Saúde e Assuntos Sociais da Guiné-Bissau.

### Presidente da Guiné-Bissau
Em 1984 é novamente eleita para a presidência da Assembleia Nacional da Guiné-Bissau, cargo que deixou em 1989 para ser membro do Conselho de Estado. Como o presidente da Assembleia Nacional, assumiu o cargo de  Presidente da Guiné-Bissau no período de 14 a 16 de maio de 1984, quando uma nova constituição foi introduzida. Pereira atuou como membro do Conselho de Estado de 1989 a 1990, e foi ministra de Estado para os Assuntos Sociais, nos anos de 1990 e 1991. Por  último foi Vice-Primeira-Ministra da Guiné-Bissau até 1992.